# McKeesport
McKeesport is een plaats (city) in de Amerikaanse staat Pennsylvania, en valt bestuurlijk gezien onder Allegheny County.

## Demografie
Bij de volkstelling in 2000 werd het aantal inwoners vastgesteld op 24.040. In 2006 is het aantal inwoners door het United States Census Bureau geschat op 22.408, een daling van 1632 (-6,8%).

## Geografie
Volgens het United States Census Bureau beslaat de plaats een oppervlakte van 14,0 km², waarvan 13,0 km² land en 1,0 km² water. McKeesport ligt op ongeveer 328 m boven zeeniveau.
In McKeesport voegt de rivier de Youghiogheny zich bij de Monongahela.

## Plaatsen in de nabije omgeving
De onderstaande figuur toont nabijgelegen plaatsen in een straal van 4 km rond McKeesport.

## Geboren
- Byron Janis (1928-2024), klassiek pianist en componist